# 林地通泉草
林地通泉草（学名：Mazus saltuarius）为玄参科通泉草属下的一个种。

## 扩展阅读
- 維基物種上的相關：林地通泉草